# Aglais nubilata
Aglais nubilata är en fjärilsart som beskrevs av Raynor 1909. Aglais nubilata ingår i släktet Aglais och familjen praktfjärilar. Inga underarter finns listade i Catalogue of Life.